# Chasing Yesterday
Chasing Yesterday es el segundo álbum de estudio de la banda de rock británico Noel Gallagher's High Flying Birds. Escrito y producido por el líder del mismo nombre Noel Gallagher, el disco fue grabado en 2014 en Strangeways y Abbey Road Studios en Londres. Fue lanzado el 2 de marzo, precedido por los sencillos "In the Heat of the Moment"  y "Ballad of the Mighty I". En su primera semana de lanzamiento, Chasing Yesterday encabezó la lista de álbumes del Reino Unido.

## Antecedentes
En agosto de 2013, durante una entrevista en el canal de radio británico TalkSport, Noel Gallagher confirmó que estaba trabajando en una continuación del álbum de 2011 Noel Gallagher's High Flying Birds. En ella afirmó: "Tengo un montón de canciones que quedaron fuera del último álbum. Estoy escribiendo, juntando cosas. Sí, definitivamente voy a hacer otro álbum musical, eso es seguro". En octubre reveló que estaba listo para comenzar a grabar el álbum, explicando que estaba "a la espera de que estén disponibles mi banda y los productores", para comenzar.
En febrero de 2014, el exproductor de Oasis Mark Coyle reveló que Gallagher había escrito entre 50 y 60 canciones para el nuevo álbum, que se encontraba en proceso de "reducción del álbum". Hablando de las canciones, afirmó que "el nuevo disco de Noel está de puta madre", comparándolo en el estilo del álbum de Oasis Definitely Maybe (1994), y lo describió como "sísmico".
Gallagher anunció oficialmente Chasing Yesterday el 13 de octubre de 2014 en un evento de preguntas y respuestas organizado por Facebook en Londres, revelando el título del álbum, fecha de lanzamiento, lista de canciones, y dos primeros sencillos.

## Grabación y producción
El productor habitual de Gallagher, Dave Sardy, no estaba disponible para trabajar en Chasing Yesterday, por lo que el álbum fue auto-producido por el líder de High Flying Birds, que declaró que "disfrutó de la libertad de producir el álbum pero no la responsabilidad".
El primer sencillo "In the Heat of the Moment" fue la última canción grabada para el álbum. Chasing Yesterday fue terminado en julio de 2014, pero debido a compromisos de gira y las reediciones de los álbumes de Oasis, su lanzamiento fue retenido varios meses, con Gallagher anunciando que la espera "le estaba empezando a volver loco".
El exguitarrista de The Smiths, Johnny Marr tocó en el segundo sencillo del álbum, "Ballad of the Mighty I". Hablando sobre su colaboración durante el anuncio inicial del álbum, Gallagher declaró que "es un artista muy entusiasta y traté de hacerle tocar en 'What a Life'... Es realmente un gran guitarrista y tiene algo que nadie más tiene. Es increíble, un crack." Gallagher ha afirmado que Marr llegó a grabar su parte de la pista sin haber escuchado una demo, y que su contribución ayudó a hacer la canción "una de los mejores" que había escrito nunca.

## Promoción y lanzamiento
El primer videoclip del álbum, para el primer sencillo "In the Heat of the Moment", fue lanzado el 23 de octubre de 2014. La canción fue lanzada como el primer sencillo del álbum el 17 de noviembre, y entró en la UK Singles Chart en el número 26. Un vídeo musical fue también lanzado para la cara B del sencillo, "Do the Damage", al mes siguiente. "Ballad of the Mighty I" fue lanzado como el segundo sencillo y el tercer videoclip del álbum el año siguiente. El tercer sencillo que se publicó fue "Riverman", en mayo de 2015. Por último, el cuarto sencillo que se lanzó fue "Lock All the Doors" y estuvo disponible en vinilo de 7" desde el 28 de agosto de 2015 y respaldado con la nueva canción "Here's a Candle (for Your Birthday Cake)".
La primera gira musical en la promoción de Chasing Yesterday fue detallada durante el anuncio inicial del álbum en octubre de 2014, con seis espectáculos confirmados en el Reino Unido e Irlanda entre el 3 y el 10 de marzo de 2015, todos ellos agotados en cuestión de minutos. Los espectáculos mostraban a Gallagher y la banda acompañada por un coro y una sección de instrumentos de viento, y presentó listas de canciones incluyendo a algunas de su exbanda Oasis, y los dos discos de High Flying Birds. Fue también programada una gira por Norteamérica para mayo y junio de 2015.

## Título
El título de Chasing Yesterday se reveló durante el anuncio oficial del álbum el 13 de octubre de 2014. Al hablar durante el anuncio, Gallagher afirmó que "literalmente se le ocurrió [la semana anterior]", añadiendo que "si [él] pudiera cambiarlo lo cambiaría ".
El título "Chasing Yesterday" aparece en la letra de la canción "While the Song Remains the Same."

## Composición
Hablando sobre Chasing Yesterday en enero de 2015, Gallagher reveló que la canción de apertura "Riverman" es su canción favorita del disco, y una de sus canciones favoritas que ha escrito. También habló de "The Right Stuff", comparando el estilo de la canción a la de Queens of the Stone Age, The Rolling Stones y T. Rex.
Gallagher contó a NME que "en el orden original 'The Mexican' no estaba en el álbum, pero sentía que necesitaba algo ahí para alegrar un poco el estado de ánimo".

## Recepción crítica
Chasing Yesterday recibió críticas positivas de los críticos de música. En Metacritic, que asigna una calificación normalizada de 100 comentarios de críticos convencionales, el álbum recibió una puntuación media de 68 sobre 26 comentarios, indicando "críticas generalmente favorables".
Chasing Yesterday ganó el premio a 'Mejor Álbum' en los Q Awards de 2015.

## Lista de canciones
Todas las canciones escritas y compuestas por Noel Gallagher. 
| N.º | Título                            | Duración |  |
| 1.  | «Riverman»                        |          |  |
| 2.  | «In the Heat of the Moment»       |          |  |
| 3.  | «The Girl with X-Ray Eyes»        |          |  |
| 4.  | «Lock All the Doors»              |          |  |
| 5.  | «The Dying of the Light»          |          |  |
| 6.  | «The Right Stuff»                 |          |  |
| 7.  | «While the Song Remains the Same» |          |  |
| 8.  | «The Mexican»                     |          |  |
| 9.  | «You Know We Can't Go Back»       |          |  |
| 10. | «Ballad of the Mighty I»          |          |  |

| Pista adicional de la Edición Deluxe |                                     |          |  |
| N.º                                  | Título                              | Duración |  |
| 11.                                  | «Do the Damage»                     |          |  |
| 12.                                  | «Revolution Song»                   |          |  |
| 13.                                  | «Freaky Teeth»                      |          |  |
| 14.                                  | «In the Heat of the Moment (Remix)» |          |  |
| 15.                                  | «Leave My Guitar Alone»             |          |  |